# Узкоколейная железная дорога Кимрского торфопредприятия

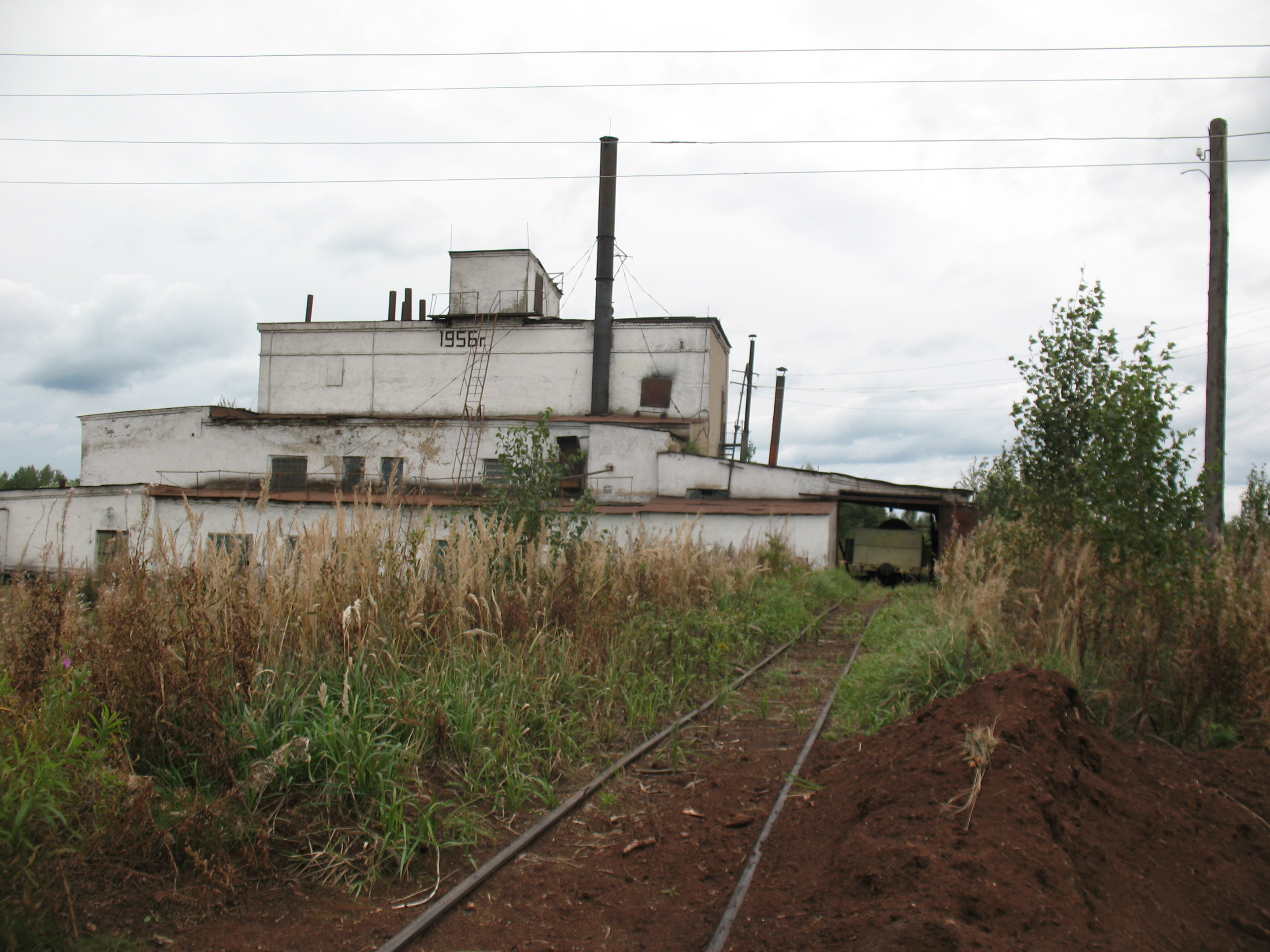
Путь на торфобрикетном заводе (2007)

Узкоколейная железная дорога Кимрского торфопредприятия — недействующая узкоколейная железная дорога в Кимрском районе Тверской области. Главная станция — Заводская — находилась вблизи посёлка Заводской.
Узкоколейная железная дорога выполняла грузовые перевозки по доставке торфа от места добычи до торфобрикетного завода, находящегося у станции Заводская.
Дата открытия первого участка «Заводская — Красный Мох» — 1956 год, дата закрытия последнего участка — «Заводская — Вышнево» — 2009 год.
Ширина колеи: 750 мм.

## История

Схема расположения железной дороги

В 1956 году открыта линия от вновь построенного торфобрикетного завода до месторождения Красный Мох, но уже в 1963 году линия на Красный мох разобрана, открыта новая линия — в Вышнево, и с тех пор до 2007 года сеть практически не изменялась. 

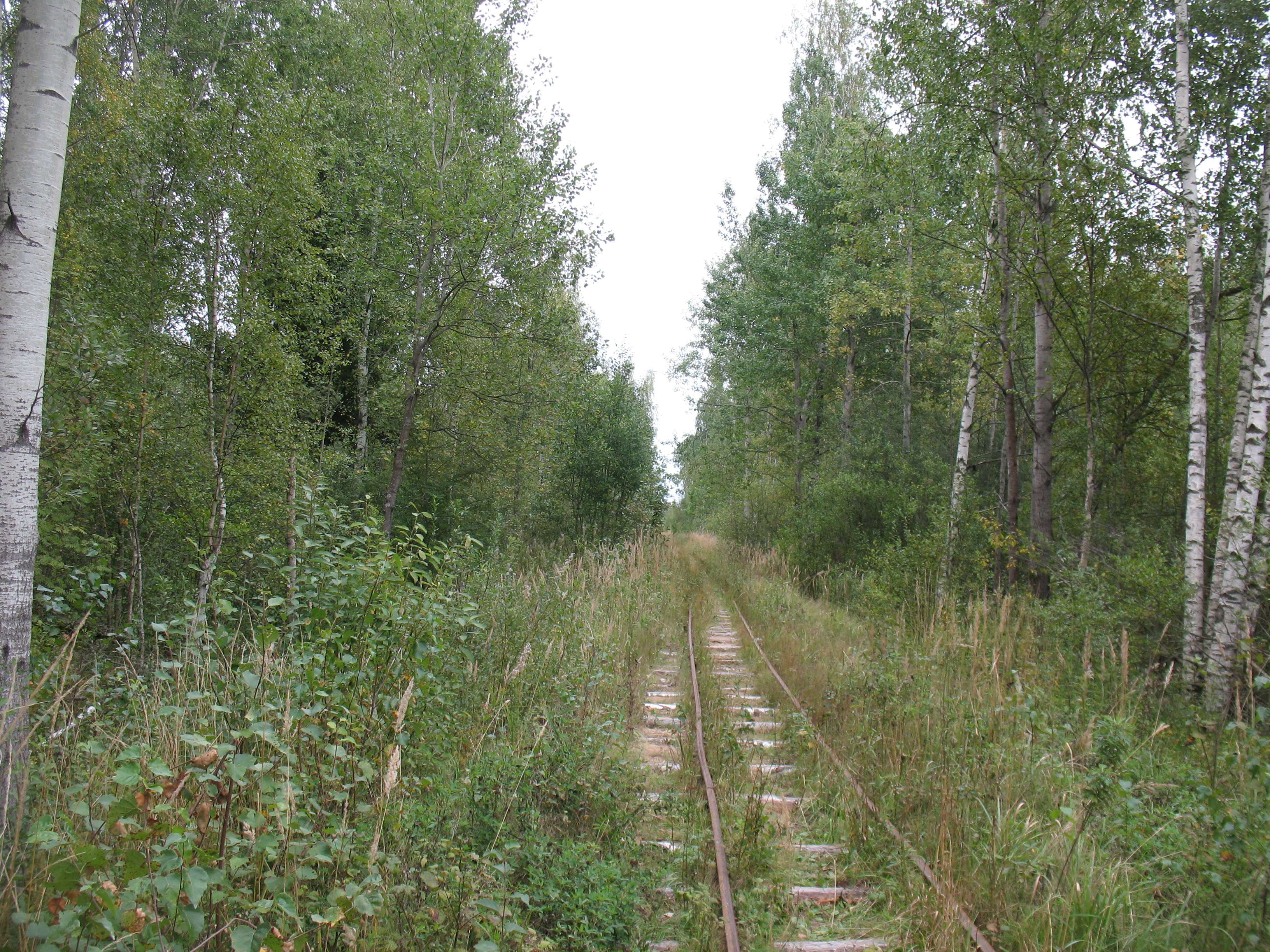
Главный путь в лесу (2007)

До 1985 года на дороге работали мотовозы МД-54, в 1985 прибыли ЭСУ2А-778 и два тепловоза ТУ6-А. Тогда же была предпринята попытка заменить самодельные деревянные вагоны стандартными саморазгружающимися хопперами ТСВ. 

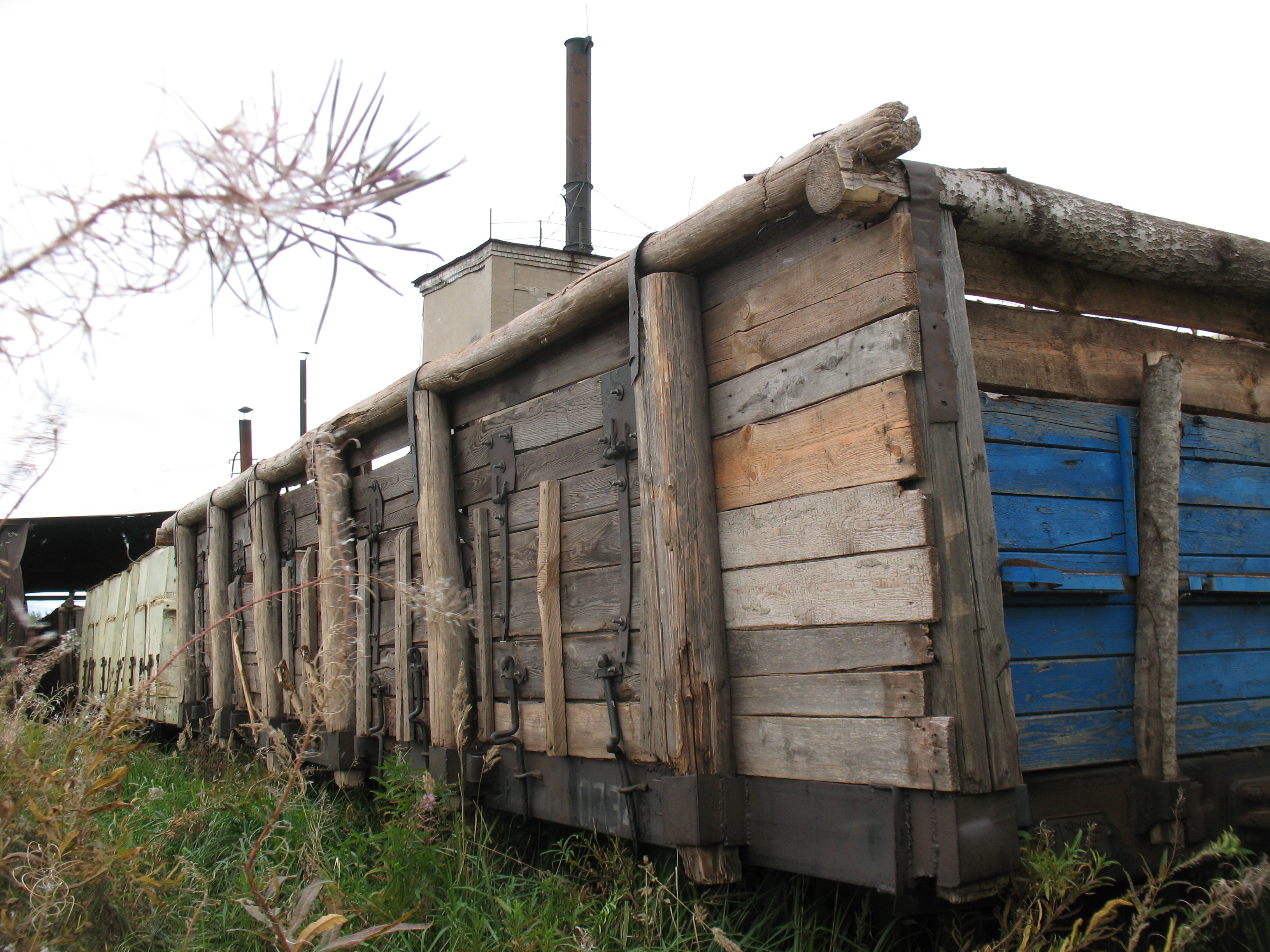
Самодельный полувагон с деревянными бортами

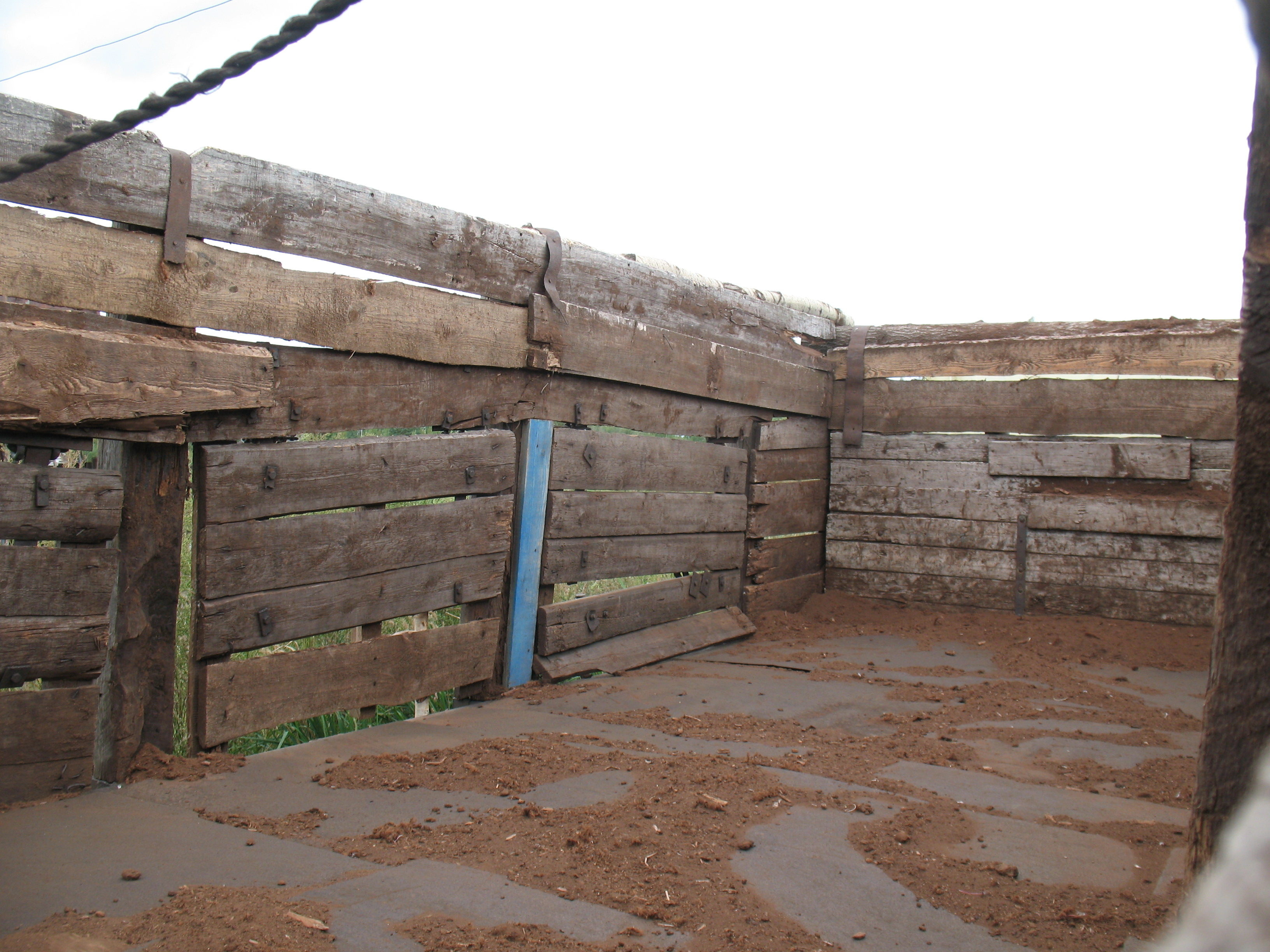
Самодельный полувагон с деревянными бортами

ТСВ не подошли по габариту и до 2007 года стояли в тупике станции Заводская, туда же были отогнаны и оба ТУ6-А после того, как сгорели.
В 1990-е годы перестали добывать торф летом: единственным потребителем стала котельная. Поэтому дорога работала только летом.

Карта железнодорожной линии (2007)

Протяжённость, по состоянию на 2007 год: около 8 километров.
По состоянию на 2007 год, на узкоколейной железной дороге имеется один действующий локомотив — мотовоз ЭСУ2А-778, и мотовоз ЭСУ2А-788 в качестве источника запчастей.

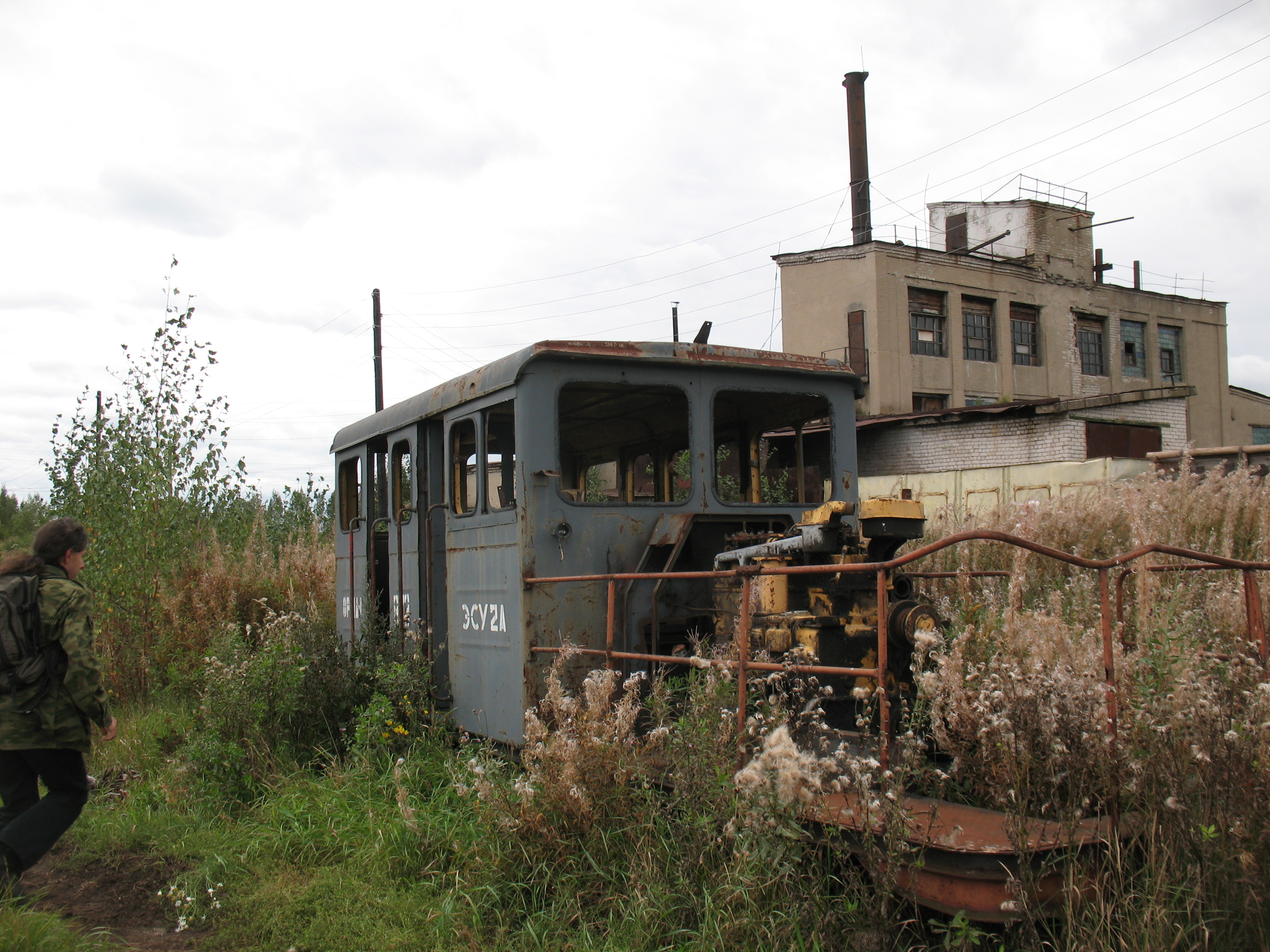
Разобранный мотовоз ЭСУ2А у торфобрикетного завода (2007)

В 2008 году были украдены 400 метров рельсов около переезда, после чего восстановление стало невозможным и дорога была ликвидирована за зиму 2008/09, торф стали возить автотранспортом.
В 2011 году ликвидирован также и торфобрикетный завод.